# Enneapterygius williamsi
Enneapterygius williamsi és una espècie de peix de la família dels tripterígids i de l'ordre dels perciformes.

## Morfologia
- Els mascles poden assolir 2,7 cm de longitud total.[1][2]

## Hàbitat
És un peix marí de clima subtropical que viu fins als 10 m de fondària.

## Distribució geogràfica
Es troba a Vanuatu, Nova Caledònia i Tonga.